# The Woman in Me (Buch)
The Woman in Me, Untertitel: Meine Geschichte, ist ein 2023 veröffentlichtes autobiografisches Werk der US-amerikanischen Popsängerin Britney Spears.

## Inhalt
The Woman in Me erzählt in 49 Kapiteln die Karriere der Popsängerin Britney Spears nach. Sie beginnt mit der Kindheit und dem Aufwachsen in einer dysfunktionalen Familie. Ein erster Fokus wird auf die Jahre als Moderatorin im Disney Club, den Beginn ihrer Karriere und ihre Beziehung zu Justin Timberlake gelegt. Es folgen die ersten erfolgreichen Jahre sowie die anschließende Ehe mit Kevin Federline. Diese mündet in einer Reihe von Skandalen, der anschließenden Scheidung und ihrem Zusammenbruch. Der dritte Fokus wird auf die Jahre unter der Vormundschaft ihres Vaters bis zur Aufhebung der Vormundschaft 2021 gelegt. 
Der Titel bezieht sich auf ihren Song I’m Not a Girl, Not Yet a Woman von 2002 und der dortigen Textzeile „I’m just trying to find the woman in me“ (dt. „Ich versuche nur, die Frau in mir zu finden“). Spears verwendet das Buch in erster Linie, um ihre Version ihrer 25-jährigen Karriere zu erzählen. Im Buch versucht sie mit einigen Vorurteilen und Gerüchten aufzuräumen. So erzählt sie erstmals davon, dass Justin Timberlake sie zu einer Abtreibung gedrängt habe, als sie gerade einmal 19 war. Nach ihrer Trennung habe er sie mit dem Song Cry Me a River noch zusätzlich gedemütigt. Zudem bezieht sie Stellung zu den Untreuevorwürfen, die Timberlake unter anderem in diesem Song äußerte. So habe sie zwar eine Affäre gehabt, aber Timberlake selbst sei mit einer anderen Berühmtheit zuerst untreu gewesen. Den Namen erwähnt Spears im Buch allerdings nicht.
Auch zu ihrem vermeintlichen Zusammenbruch, einer der Gründe für die Vormundschaft, nahm sie Stellung. 2007 rasierte sich Spears den Kopf, was viele als Zeichen von psychischen Problemen deuteten. Im Buch sagt sie selbst, dass sie diesen Schritt eigentlich als Empowerment sah. Sie wollte ein Zeichen setzen, dass sie trotz aller bösen Kommentare in den Medien noch selbst über ihr Leben und Aussehen bestimme und sich nicht unterkriegen lasse. Einen Großteil des Buches machen die 13 Jahre unter Vormundschaft aus, bei der sie sich nach eigenen Aussagen wie ein Roboter fühlte. Die Vormundschaft habe sie ihrer Kreativität und auch ihrer Weiblichkeit beraubt. Im Buch rechnet sie daher vor allem mit ihrem Vater Jamie Spears, aber auch mit ihrer restlichen Familie, unter anderem mit ihrer jüngeren Schwester Jamie Lynn Spears, ab. Als einzige Stütze ihres Lebens beschreibt sie ihre Söhne, denen das Buch gewidmet ist. Sie dankt auch ihren Fans und dem Free-Britney-Movement, die ihr geholfen haben, gegen die Vormundschaft aufzubegehren.
Das Buch endet mit der Aufhebung der Vormundschaft. Ihre Ehe und das Eheaus mit Fitnesstrainer Sam Asghari kommen nicht zur Sprache, jedoch der Anfang ihrer Beziehung und eine Fehlgeburt.

## Cover
Das Cover zeigt eine Schwarz-Weiß-Fotografie der jüngeren Britney Spears mit nacktem Oberkörper in seitlicher Ansicht, die von Herb Ritts um 2001 erstellt wurde. Ihre Brüste bedeckt sie dabei mit verschränkten Armen.

## Veröffentlichung
2022, gerade einmal drei Monate nach der Entlassung aus der Vormundschaft, gaben Britney Spears und der Verlag Simon & Schuster bekannt, dass Spears einen lukrativen Buchvertrag unterschrieben habe. Der Vertrag wurde auf 15 Millionen US-Dollar geschätzt. Damit handelt es sich um einen der am höchsten dotierten Buchverträge aller Zeiten, der in den Vereinigten Staaten nur von den Buchverträgen von Barack und Michelle Obama übertroffen wurde. Als Ghostwriter soll der Journalist Sam Lansky agiert haben.
Das Buch erschien am 24. Oktober 2023 weltweit in 26 Sprachen übersetzt. Gleichzeitig erschien außerdem ein Hörbuch, bei dem Britney Spears aber nur die Einleitung las. Der Rest wurde von Schauspielerin Michelle Williams gelesen.
In den Vereinigten Staaten verkaufte sich das Buch in den ersten beiden Wochen rund 1,1 Millionen Mal. In Deutschland wurden bis zum 3. November 2023 bereits 120.000 Exemplare ausgeliefert. In der 44. Woche erreichte das Buch Platz 1 der Spiegel-Bestsellerliste von Buchreport.

## Kritiken
Kritiker weltweit lobten das Buch als „spannende Erzählung über ihren Aufstieg zu Weltruhm und ihre anhaltenden Probleme.“ Allerdings merkten einige Rezensenten an, dass die Biografie nicht allzu viel Neues abseits einiger Enthüllungen böte. Gelobt wurde das Buch unter anderem von der New York Times, dem Time Magazine und der Los Angeles Times.
Auf Laut.de schrieb Calabasa „die Sängerin [suche] im Laufe des Buches laufend nach Ausreden. Irgendjemand beeinflusst sie immer negativ und schubst sie in die falsche Richtung. Verantwortung zu übernehmen, lernt sie in den Jahren der Bevormundung kaum, sie scheint damit überfordert. Überhaupt klappert Britney viele Boulevard-Themen ab, doch über ihre Musik erfährt man erschreckend wenig. Sie trägt selbst dazu bei, ein Thema für die Klatschpresse zu bleiben, die sie unentwegt mit pikanten Infos füttert.“
Miriam Keilbach schrieb auf RND Redaktionsnetzwerk Deutschland: „Was bleibt, nach 288 Seiten Britney Spears? Ein beklemmendes Gefühl. Eine Frau, die einst die Heldin einer Million von Menschen war, die von Mädchen heroisiert und von Jungen und Männern sexualisiert wurde, und die trotzdem einsam war, dass es einem beim Lesen fast das Herz bricht.“
Das Buch gewann 2023 den Goodreads Choice Award in der Kategorie Best Memoir & Autobiography.